# Kova
Kova, hrvatska tvrtka iz turopoljskoga mjesta Mraclina kraj Velike Gorice.

## Povijest
Osnovana je 1983. godine. Ispočetka je to bila mala obiteljska radionica. 
Potom djeluje kao društvo s ograničenom odgovornošću. Danas je narasla u tvrtku sa 150 zaposlenih, s proizvodnim pogonom od 5000 četvornih metara. Proizvodnja je usmjerena na izvoz i veliki postotak proizvoda ide u zemlje EU. Od 1990. godine u proizvodnom asortimanu im je oprema za zaštitu okoliša, po čemu su pioniri te proizvodnje u Republici Hrvatskoj. Proizvode široki program različitih čeličnih konstrukcija od 2000. godine. Spadaju danas (stanje travanj 2020.) u vodeće hrvatske tvrtke u proizvodnji čeličnih konstrukcija za automobilsku industriju, kioska i stambenih kontejnera za javnu upravu, javna poduzeća i privatne firme. Travnja 2020. proizveli su vrlo aktualni proizvod glede pandemije koronavirusa: samosterilizirajući kontejner koji efikasno čisti zrak od mikroorganizama poput bakterija i virusa. Kontejner je za široku namjenu. Danas proizvode eko opremu, (metalne) konstrukcije, urbanu opremu, kioske, stambene kontejnere, opremu za dječja igrališta, te od usluga rezanje lima laserom, CNC bušenje, glodanje i urezivanje navoja, CNC tokarenje s većim brojem alata istovremeno, rezanje lima hidrauličkim nožicama, savijanje lima hidrauličkim tijeskom i kružno savijanje lima.

## Vanjske poveznice
- Službene stranice